# جورج غلوفر كامبل
جورج غلوفر كامبل (بالإنجليزية: George Glover Campbell)‏ هو سياسي أسترالي، ولد في 2 مارس 1887 في المملكة المتحدة، وتوفي في 3 سبتمبر 1967 في أستراليا. حزبياً، نشط في حزب العمال الأسترالي. وقد انتخب عضو الجمعية التشريعية نيو ساوث ويلز.